# Cladotanytarsus donmcbeani
Cladotanytarsus donmcbeani is een muggensoort uit de familie van de dansmuggen (Chironomidae). De wetenschappelijke naam van de soort is voor het eerst geldig gepubliceerd in 2011 door Langton & McBean.